# USS Washington (BB-56)
La USS Washington (BB-56) fu una corazzata della U.S. Navy costruita dopo la scadenza dei trattati navali di Washington e di Londra. Seconda unità della classe North Carolina, è stata la terza nave della marina degli Stati Uniti ad essere chiamata in onore del 42º Stato. 
La posa della chiglia è avvenuta il 14 giugno 1938 al Philadelphia Navy Yard, mentre il varo è avvenuto il 1º giugno 1940 con il battesimo di Miss Virginia Marshall di Spokane, Washington, una discendente diretta dell'ex Presidente della Corte Suprema degli Stati Uniti, John Marshall. La nave è stata quindi consegnata alla U.S. Navy il 15 maggio 1941, con il capitano Howard Benson HJ al suo comando. La USS Washington è una delle quattordici navi a ricevere i primi radar CXAM RCA.
La Washington si distinse per aver servito durante l'intera guerra del Pacifico, senza perdere un uomo in azione ostile, e solo una volta la nave fu colpita dall'artiglieria nemica: un proiettile da 127 mm, che passò attraverso il suo radar senza detonare, al largo di Guadalcanal. Molti marinai delle navi vicine raccontarono che, durante la battaglia navale di Guadalcanal, diversi siluri giapponesi Type 93 detonarono nella sua scia. Diversi marinai della Washington sono invece morti in incidenti minori, il più grave dei quali, accadde nel febbraio 1944, quando la corazzata fu coinvolta in una grave collisione con la corazzata USS Indiana, durante la quale avvenne la morte e il ferimento di diversi marinai.

## Il progetto
L'U.S. Navy, inizialmente, pianificò la costruzione della classe di corazzate North Carolina, equipaggiandole con 12 cannoni principali da 356 mm in tre torri quadrinate, in modo da rispettare le nuove restrizioni imposte dal secondo trattato navale di Londra. Tuttavia, l'Italia e il Giappone, non aderirono a queste condizioni e il limite massimo del calibro dei cannoni principali fu elevato a 406 mm. Quindi, la Marina statunitense revisionò il progetto optando per 9 cannoni principali da 406 mm in tre torri trinate. Questa modifica fece guadagnare le corazzate della classe North Carolina in termini di armamento offensivo, sacrificando però in una certa misura la capacità difensiva. Le difese, infatti, erano state calcolate per resistere ai cannoni principali da 406 mm delle corazzate giapponesi della classe Nagato, ma non erano in grado di sopportare l'impatto con i proiettili dei cannoni principali delle nuove corazzate in progettazione nelle altre nazioni.
Un'altra rilevante modifica progettuale riguardò gli armamenti contraerei: il numero delle batterie fu incrementato notevolmente, sacrificando completamente i cannoni secondari. Questa scelta venne dettata dall'evidente miglioramento delle prestazioni degli aerei, che ormai rappresentavano gli indubbi protagonisti nelle moderne battaglie navali.
Questa enorme potenza di fuoco contraereo, insieme con l'elevata velocità della nave (pari a 27 nodi), che consentiva a queste corazzate di agire all'unisono con le portaerei, fece assumere loro il ruolo di navi contraeree nelle divisioni portaerei, soprattutto durante la guerra del Pacifico. Inoltre, come previsto sin dall'inizio, la classe North Carolina fu dotata di radar per il controllo del tiro, il quale si rivelò uno strumento fondamentale per i successi conseguiti dalla Washington.

## Primi impieghi - Oceano Atlantico, marzo - luglio 1942
All'entrata in servizio, il 15 maggio 1941, la Washington fu assegnata all'Atlantic Fleet. La messa a punto delle apparecchiature e l'addestramento degli equipaggi si svolse lungo la costa orientale degli Stati Uniti e nel golfo del Messico e si protrasse fino all'entrata del suo paese nella seconda guerra mondiale, nel dicembre 1941. A volte, in questo periodo, la giovane corazzata operò insieme alla sua nave gemella, la USS North Carolina ed alla nuova portaerei USS Hornet. La Washington divenne quindi l'ammiraglia della VI Divisione corazzate, al comando del viceammiraglio John W. Wilcox, Jr., inserita all'interno dell'Atlantic Fleet. 
Dal 26 marzo 1942 prestò servizio con la Home Fleet inglese, in un'unità detta Task Force 39 (nella quale figuravano anche la portaerei USS Wasp, e gli incrociatori pesanti USS Wichita e USS Tuscaloosa), con compiti di scorta ai convogli nell'Oceano Atlantico settentrionale e, successivamente, con il compito di controllare gli spostamenti della temuta corazzata tedesca Tirpitz. In questo periodo la corazzata subì una serie di incidenti. Il 27 marzo 1942 il suo comandante, viceammiraglio John W. Wilcox, Jr., cadde misteriosamente in mare e finì disperso. Il 1º maggio, durante un'operazione di scorta ad un convoglio, che trasportava vitali rifornimenti per l'Unione Sovietica, diretto al porto di Murmansk, la Washington fu colpita accidentalmente dall'esplosione di una bomba di profondità, caduta dal cacciatorpediniere HMS Punjabi dopo una collisione con la corazzata inglese HMS King George V, e subì danni ai suoi delicati dispositivi di controllo del tiro dei cannoni principali e ai radar. La corazzata continuò comunque ad operare nella sua formazione in Atlantico, fino al mese di luglio, quando fu trasferita al New York Navy Yard, per una profonda revisione.

## La campagna delle Isole Salomone, settembre 1942 - aprile 1943
Dopo la riparazione dei danni, la Washington fu assegnata alla United States Pacific Fleet. Il 23 agosto, salpò quindi per l'Oceano Pacifico, accompagnata da tre cacciatorpediniere e raggiunse il Pacifico meridionale il giorno 14 settembre; per poi unirsi, il giorno seguente, alla task force 17, un contingente costituito attorno alla portaerei USS Hornet. La Washington procedette quindi verso Numea, in Nuova Caledonia, per dare supporto alla campagna in corso nelle Isole Salomone, fornendo servizio di scorta ai vari convogli di rinforzi che procedevano da e per l'isola di Guadalcanal. Durante quelle settimane, le principali basi operative della corazzata furono Numea ed Espiritu Santo nelle isole Nuove Ebridi. Dalla metà di novembre però, la situazione nelle Isole Salomone stava volgendo al peggio per gli americani, che avevano ormai una sola portaerei operativa, l'USS Enterprise, in seguito all'affondamento della Wasp, in settembre e della Hornet, in ottobre. Come se non bastasse, le navi da guerra giapponesi stavano sottoponendo a pesanti bombardamenti il campo d'aviazione di Henderson Field, a Guadalcanal, ormai con preoccupante frequenza.

### L'impresa di Guadalcanal
La Marina nipponica stava, quindi, approfittando della congiuntura favorevole per tentare di riconquistare quell'isola dalla così elevata rilevanza strategica. Il 12 novembre venne pianificato, perciò, un ulteriore cannoneggiamento dell'aeroporto e, a tal fine, venne inviato un gruppo navale da bombardamento, al quale però rispose la marina statunitense, facendo dirigere immediatamente sul posto la sua forza navale. Ne scaturì quella che viene spesso indicata come la terza battaglia delle Salomone, nella quale la flotta americana riuscì a mettere in fuga le unità giapponesi, subendo però ingenti danni. Due giorni dopo, il 14 novembre, quando i giapponesi portarono un nuovo attacco all'isola, le sole unità americane ancora in grado di affrontare il nemico erano le corazzate Washington e South Dakota, accompagnate da 4 cacciatorpediniere (Preston, Walke, Benham e Gwin): per l'United States Navy si trattò del momento più critico di tutta la campagna di Guadalcanal. Nella battaglia navale combattuta la notte del 14 novembre i cacciatorpediniere americani furono distrutti, mentre la South Dakota, sotto il fuoco convergente delle navi nemiche guidate dalla corazzata Kirishima, venne rapidamente ridotta al silenzio. Per contro la Washington, rimasta illesa, diresse verso la Kirishima esplodendole contro una serie di precise cannonate guidate dal suo radar: in 7 minuti andarono a segno 9 proiettili da 406 mm e oltre 40 munizioni da 127 mm, che misero fuori combattimento la corazzata giapponese. Dopo questo combattimento le operazioni di bombardamento da parte della Marina giapponese cessarono e i Giapponesi persero l'opportunità di riconquistare Guadalcanal.